# گلوجوو
گلوجوو شهری در استان روسه کشور بلغارستان است که جمعیت آن در سال ۲۰۰۱ میلادی ۴٬۳۶۶ نفر بوده‌است.